# Ocnogyna
Ocnogyna là một chi bướm đêm thuộc phân họ Arctiinae, họ Erebidae.

## Hình ảnh

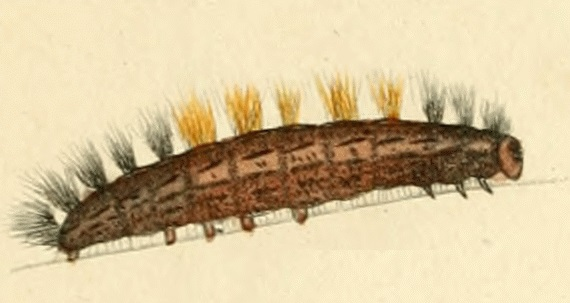
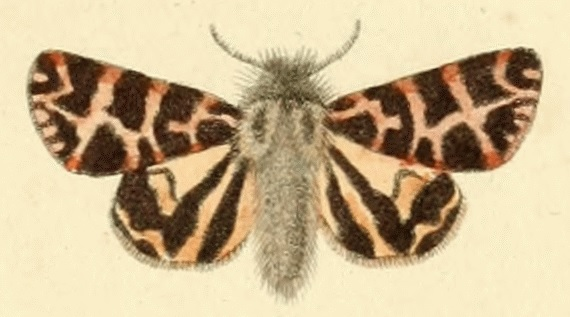
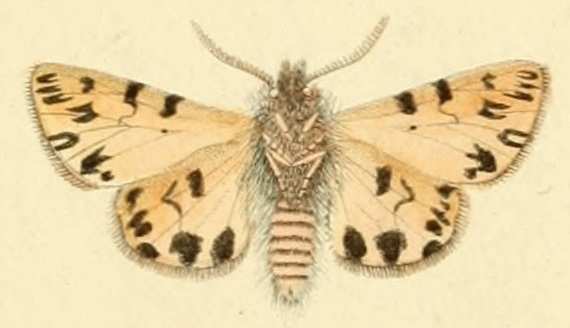
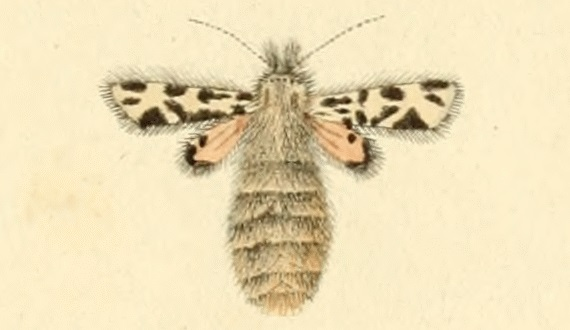

## Các loài
- Ocnogyna baetica Rambur, 1836
- Ocnogyna corsica Rambur, 1832
- Ocnogyna loewii Zeller, 1846
- Ocnogyna parasita Hübner, 1790
- Ocnogyna zoraida Graslin, 1837